# Фотосенсорний шар

Шари сітківки.
RPE — пігментиний епітелій сітківки
OS — зовнішній сегмент фоторецепторів; IS — внутрішній сегмент фоторецепторів;
ONL — зовнішній ядерний шар; OPL — зовнішній сітчастий шар;
INL — Внутрішній ядерний шар; IPL — внутрішній сітчастий шар;
GC — гангліонарний шар; BM — мембрана Бруха; P — пігментні епітеліоцити;
R — палички; C — колбочки;
Стрілочка і пунктирна лінія — зовнішня погранична мембрана;
H — горизонтальні клітини; B — біполярні клітини;
M — клітини Мюллера A — амакринові клітини;
G — гангліонарні клітини; AX — аксони.

Фотосенсорний шар — один з десяти шарів сітківки хребетних, містить зовнішній і внутрішній сегменти фоторецепторних клітин.

### Внутрішній сегмент
Внутрішній сегмент (англ. inner segment, IS) — відділ фоторецептора, де проходить більшість реакцій метаболізму.
У внутрішньому сегменті міститься багато мітохондрій і ендоплазматичного ретикулуму (відповідає за синтез білка). Внутрішній і зовнішній сегменти сполучаються тоненькою сполучною війкою, через яку речовини з внутрішнього сегмента активно транспортуються у зовнішній сегмент. Внутрішню структуру цієї нерухомої сполучної війки утворюють дев'ять дуплетів мікротрубочок, які розташовані у вигляді дев'ятикутника. Внутрішній сегмент орієнтований в сторону склоподібного тіла.

### Зовнішній сегмент
Зовнішній сегмент (англ. outer segment, OS) — відділ фоторецептора, де проходить значна частина зорової фототрансдукції опосередком семи-трансмембранні білки спряжені з ретиналем. Зовнішній сегмент орієнтований в сторону склери.
Це і є власне світлочутлива частина фоторецептора. Вона простягається від сполучної війки до пігментного епітелію сітківки. В місці сполучної війки постійно виникають нові мембранні диски, що містять родопсин — основний зоровий пігмент, та інші необхідні білки: трансдуцин, аррестин, цГМФ-фосфодіестераза. Диски поступово просуваються в напрямку пігментного епітелію. Родопсин запускає каскад зорової фототрансдукції.
Зовнішні сегменти паличок довгі, тонкі, межують з пігментним епітелієм, який відділяє старі мембранні диски і фагоцитує їх. Зовнішні сегменти колбочок коротший і ширший ніж паличок, мають конічний вигляд, замість мембранних дисків у колбочок присутні мембранні складки (напівдиски), що також містять зоровий пігмент.
Родопсин становить близько 90% білкової маси в зовнішньому сегменті і є стартовою точкою перетворення зовнішнього світла у фізіологічний сигнал.

## Клінічне значення
Живлення фоторецепторів і відведення зайвих речовин забечує пігментний епітелій сітківки. При відшаруванні сітківки відбувається порушення вказаних процесів через розширення проміжку між фотосенсорним шаром і пігментним епітелієм, що веде до загибелі фоторецепторів і сліпоти.

Будова палички

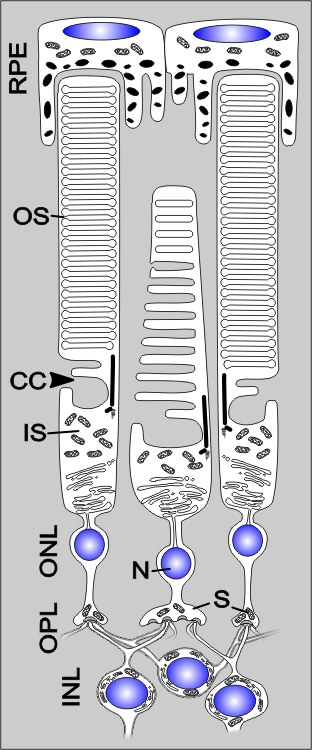
Схематичне зображення паличок і колбочок в сітківці